# Zandschuinschild
Zandschuinschild (Trapezonotus arenarius) is een wants uit de familie van de bodemwantsen (Lygaeidae). De wetenschappelijke naam van de soort is als Cimex arenarius gepubliceerd door Carl Linnaeus in zijn Systema naturae uit 1758.
De onderfamilie is Rhyparochrominae (Rookwantsen), die soms ook weleens als een zelfstandige familie Rhyparochromidae gezien wordt in een superfamilie Lygaeoidea. Lygaeidae is conform de indeling in het Nederlands Soortenregister.

## Uiterlijk
Bij de vrouwtjes zijn de antennes geheel zwart, bij de mannetjes is het eerste segment geelbruin. Het halsschild is trapeziumvormig, de voorvleugels zijn geelachtig grijsbruin, met een donkere vlek in het midden. De wantsen zijn bijna altijd langvleugelig (macropteer) en slechts heel zelden kortvleugelig (brachypteer). De lengte is 4,1 tot 5 mm.

## Sterk gelijkende soorten
De zandschuinschild is vrijwel niet te onderscheiden van loofbosschuinschild (Trapezonotus dispar) en heideschuinschild (Trapezonotus desertus). Een betrouwbare bepaling is alleen mogelijk door de studie van de parameren van de mannelijke genitaliën.
- Loofbosschuinschild (Trapezonotus dispar) (Stål, 1872) :
  - Lengte 4,6 – 5,3 mm. Er zijn langvleugelige en kortvleugelige vormen. De langvleugelige vormen zijn algemener, vooral bij de vrouwtjes.
  - Droge tot matig vochtige gebieden. De soort geeft de voorkeur aan vochtiger en zwaardere bodems dan de zandschuinschild. Vaak aan de rand van loofbossen of in lichte loofbossen. Ze zijn vaak onder dood hout te vinden, waardoor men vermoedt, dat ze aan schimmeldraden zuigen.
- Heideschuinschild (Trapezonotus desertus) Seidenstucker, 1951:
  - Lengte 3,7 – 4,7 mm. Er zijn zowel kortvleugelige en langvleugelige vormen.
  - Droge tot matig vochtige gebieden. Ze komen voor in heidegebieden en in lichte dennenbossen.

## Verspreiding en habitat
De wants is bijna overal verspreid in het Palearctisch gebied en ontbreekt in Europa alleen in het uiterste zuiden en noorden. Naar het oosten komt hij voor tot in Siberië, Centraal-Azië, In Nederland en België wordt de soort vooral aan de kust waargenomen.
Men vindt de soort vaak in warme, droge, gebieden met zandgrond zoals de kust- en landduinen. Daar worden ze gevonden in open gedeeltelijk schaduwrijke gebieden.

## Leefwijze
Hij is polyfaag en leeft op de bodem van de zaden van vele soorten planten. De volwassen wantsen worden op warme dagen niet alleen zoals gebruikelijk op de bodem aangetroffen, maar ook in de kruidenlaag of zelfs in de bomen. De imago’s overwinteren en paren in april. De vrouwtjes leggen dan in mei en juni hun eieren en de volwassen dieren van de nieuwe generatie verschijnt aan het einde van juli. Eén generatie, in warmere gebieden is ook twee generaties mogelijk.